# Saut à ski par équipes mixtes aux Jeux olympiques de 2022
Pour des articles plus généraux, voir Saut à ski aux Jeux olympiques de 2022 et Jeux olympiques d'hiver de 2022.
Navigation
Milan-Cortina 2026
L'épreuve par équipes mixtes de saut à ski aux Jeux olympiques de 2022 sur le tremplin normal se déroule le 7 février 2022 au Ruyi des neiges.
L'épreuve est remportée par les Slovènes, devant les athlètes du comité olympique de Russie et les Canadiens.

## Organisation

### Site
.

### Calendrier
L'épreuve se déroule le 7 février à partir de 19h45 heure locale (UTC+8).
| Date           | Manche | Horaire | Horaire |
| -------------- | ------ | ------- | ------- |
| 7 février 2022 | Finale | 19:45   |         |

## Résultats
|                                     |                        |                                                                               | Manche 1               | Manche 1                      | Manche 1 | Manche finale         | Manche finale                 | Manche finale | Total         |
| Rang                                | Dossard                | Pays                                                                          | Distance (m)           | Pays                          | Rang     | Distance (m)          | Points                        | Rang          | Points        |
| ----------------------------------- | ---------------------- | ----------------------------------------------------------------------------- | ---------------------- | ----------------------------- | -------- | --------------------- | ----------------------------- | ------------- | ------------- |
| Médaille d'or, Jeux olympiques      | 9 9-1 9-2 9-3 9-4      | Slovénie Nika Križnar Timi Zajc Urša Bogataj Peter Prevc                      | 101,0 97,5 106,0 101,5 | 506,4 126,6 120,4 133,1 126,3 | 1        | 99,5 100,0 101,5      | 495,1 121,5 123,0 124,3 126,3 | 1             | 1001,5        |
| Médaille d'argent, Jeux olympiques  | 4 4-1 4-2 4-3 4-4      | ROC Irma Makhinia Danil Sadreev Irina Avvakumova Evgeniy Klimov               | 86,0 99,5 92,0 100,5   | 448,8 92,4 124,1 105,8 126,5  | 3        | 81,5 100,5 91,5 103,0 | 441,5 81,4 125,8 103,7 130,6  | 4             | 890,3         |
| Médaille de bronze, Jeux olympiques | 2 2-1 2-2 2-3 2-4      | Canada Alexandria Loutitt Matthew Soukup Abigail Strate Mackenzie Boyd-Clowes | 85,0 87,0 93,5 101,5   | 415,4 87,6 94,1 108,3 125,4   | 4        | 90,0 89,0 91,5 101,5  | 429,2 101,4 97,1 102,6 128,1  | 5             | 844,6         |
| 4                                   | 6 6-1 6-2 6-3 6-4      | Japon Sara Takanashi Yukiya Satō Yuki Ito Ryōyū Kobayashi                     | DSQ 99,5 93,0 102,5    | 359,9 0,0 122,9 106,9 130,1   | 8        | 98,5 100,5 88,0 106,0 | 476,4 118,9 122,7 97,3 137,5  | 2             | 836,3         |
| 5                                   | 10 10-1 10-2 10-3 10-4 | Autriche Daniela Iraschko-Stolz Stefan Kraft Lisa Eder Manuel Fettner         | DSQ 102,0 96,0 101,0   | 370,7 0,0 130,2 113,1 127,4   | 16       | 84,0 102,0 90,5 102,0 | 447,3 86,4 131,2 101,8 127,9  | 3             | 818,0         |
| 6                                   | 5 5-1 5-2 5-3 5-4      | Pologne Nicole Konderla Dawid Kubacki Kinga Rajda Kamil Stoch                 | 75,5 96,0 80,5 99,5    | 386,1 67,8 114,6 78,4 125,3   | 5        | 72,5 101,0 73,5 102,5 | 377,1 61,3 123,6 61,4 130,8   | 6             | 763,2         |
| 7                                   | 3 3-1 3-2 3-3 3-4      | Tchéquie Klára Ulrichová Čestmír Kožíšek Karolína Indráčková Roman Koudelka   | 78,5 91,0 78,0 93,0    | 362,5 76,2 104,5 74,3 107,5   | 7        | 73,5 92,5 83,0 92,5   | 360,3 61,5 106,8 84,5 107,5   | 7             | 722,8         |
| 8                                   | 7 7-1 7-2 7-3 7-4      | Norvège Anna Odine Strøm Robert Johansson Silje Opseth Marius Lindvik         | 92,0 99,5 91 102,5     | 457,4 104,5 123,2 101,4 128,3 | 2        | DSQ 100,5 DSQ 100,5   | 250,5 0,0 124,9 0,0 125,6     | 8             | 707,9         |
| 9                                   | 8 8-1 8-2 8-3 8-4      | Allemagne Selina Freitag Constantin Schmid Katharina Althaus Karl Geiger      | 88,0 101,0 DSQ 101,5   | 350,9 95,4 127,7 0,0 127,8    | 9        | Non-qualifiés         | Non-qualifiés                 | Non-qualifiés | Non-qualifiés |
| 10                                  | 1 1-1 1-2 1-3 1-4      | Chine Dong Bing Sing Qiwu Peng Qingyue Zhao Jiawen                            | 76,0 71,5 65,0 74,0    | 229,8 69,4 57,7 42,0 60,7     | 10       | Non-qualifiés         | Non-qualifiés                 | Non-qualifiés | Non-qualifiés |